# Altstätten
Altstätten (in einheimischer Mundart [(ʦ) ˈɑˑltˌʃtetə]) ist eine Kleinstadt und politische Gemeinde in der Region und im Wahlkreis Rheintal im Kanton St. Gallen in der Ostschweiz. Als historischer Marktort bildet Altstätten seit dem Mittelalter ein Zentrum der Region (nebst Rheineck und Berneck) und war vor 2003 Hauptort des damaligen Bezirks Oberrheintal.

## Geographie
Altstätten befindet sich etwa in der Mitte zwischen dem Bodensee und Buchs auf der westlichen Seite des St. Galler Rheintals im Alpenrheintal. Die Gemeinde hat eine Gesamtfläche von 39,11 Quadratkilometern und grenzt sowohl an die beiden Appenzeller Halbkantone, an das österreichische Bundesland Vorarlberg wie auch an das Fürstentum Liechtenstein. Das Gemeindegebiet erstreckt sich vom tiefsten Punkt in der Rheinebene (410 m ü. M.) bis zum höchsten auf 1795 m ü. M. Der höchste Punkt ist der Hohe Kasten, ein bekannter Aussichtsberg der Ostschweiz. Die Stadt selber liegt genau am Übergang von der Rheinebene (Rathaus: 462 m ü. M.) zu den Ausläufern des Alpsteins, eines Gebirges der Appenzeller Alpen. Der Blick nach Osten und Süden ist frei zur Ebene des Alpenrheins. Im Norden und Westen begrenzen die Berge (und Bergsporne) der Appenzeller Voralpen, Kamor, Fäneren, Hirschberg, Sommersberg, Landmarch und St. Anton, die Sicht. Ein Dreikantoneeck zu den Kantonen Appenzell Ausserrhoden und Appenzell Innerrhoden findet sich beim Ruppenpass. ().

### Ortsgliederung
Im Mittelpunkt der Gemeinde steht die Stadt mit der angrenzenden Vorstadt. Daneben gibt es die zur politischen Gemeinde gehörenden Dörfer Lüchingen, Hinterforst sowie die Exklave Lienz mit Plona. Weiter gibt es verschiedene Weiler, die ebenfalls zu Altstätten gehören: Hub, Kobelwies, Ruppendörfli und Oberbüchel. Kennzeichnend ist auch das weiträumige Berggebiet mit typischer Streusiedlung. Die wesentlichen Berggebiete sind: Vorder- und Hinterkornberg, Gätziberg, Stossberg und Warmesberg.

### Bodennutzung
Die Gesamtfläche der Gemeinde beträgt 39,11 Quadratkilometer (3911 Hektaren).
Davon sind (Stand 2006):
| Bereiche                  | Landanteile in Hektaren |
| ------------------------- | ----------------------- |
| Wiesen, Ackerland, Streue | 2381                    |
| Hofräume, Gärten          | 250                     |
| Weiden, Alpen             | 176                     |
| Bahnen, Strassen, Wege    | 73                      |
| Wald                      | 682                     |
| Gebäudegrundflächen       | 83                      |
| Unkultiviertes Gebiet     | 51                      |
| Reben                     | 10                      |

## Geschichte

Historisches Luftbild aus 100 m von Walter Mittelholzer von 1922

### Frühzeit und Antike
Auf dem Gemeindegebiet von Altstätten zeigen vereinzelte archäologische Funde die frühe Anwesenheit von Menschen. Ein Steinbeil und eine Lochaxt aus der Jungsteinzeit (etwa 5500 bis 2200 v. Chr.) sind die ältesten Gegenstände. Es gibt auch keramische Funde aus der Spätbronzezeit, römische Münzen und alemannische Waffen aus dem 6. bis 7. Jahrhundert nach Christus.
Bei Altstätten gabelte sich die vom Comersee über Chur kommende Römerstrasse. Ein Zweig verlief weiter auf der linken Seite des Alpenrheintals nach St. Margrethen («Ad Renum») am Bodensee. Ein zweiter Zweig verliess bei Altstätten das Alpenrheintal und führte über St. Gallen nach Arbon («Arbor felix»).
Der Ortsname, gebildet aus ahd. alt und stat ‹Ort, Platz, Stelle›, könnte auf eine bei der alemannischen Einwanderung schon bestehende Siedlung hinweisen.

### Mittelalter
Schon zur Zeit der ersten urkundlichen Erwähnung 853 oder 854 als villa nominata Altsteti verfügte das Kloster St. Gallen über einen umfangreichen Besitz in Altstätten. In der Folge bildete sich eine geschlossene Grundherrschaft des Klosters. Meier aus niederem Dienstadel verwalteten den klösterlichen Besitz und übten die niedere Gerichtsbarkeit aus. Um sein Herrschaftsgebiet gegen die rechtsrheinischen Grafen von Montfort zu sichern, befestigte Abt Berchtold von Falkenstein den Hof Altstätten mit einer Ringmauer und erhob damit den Ort zur Stadt. 1298 erscheint Altstätten als oppidum (lat. «Stadt»). Wenig später liessen die Meier und Edlen von Altstätten vier Burgen oberhalb der Stadt bauen. In einer hauste der ritterliche Minnesänger Chuonrat von Altstetten (um 1320). Drei seiner Lieder haben in der Manesse-Handschrift Eingang gefunden.

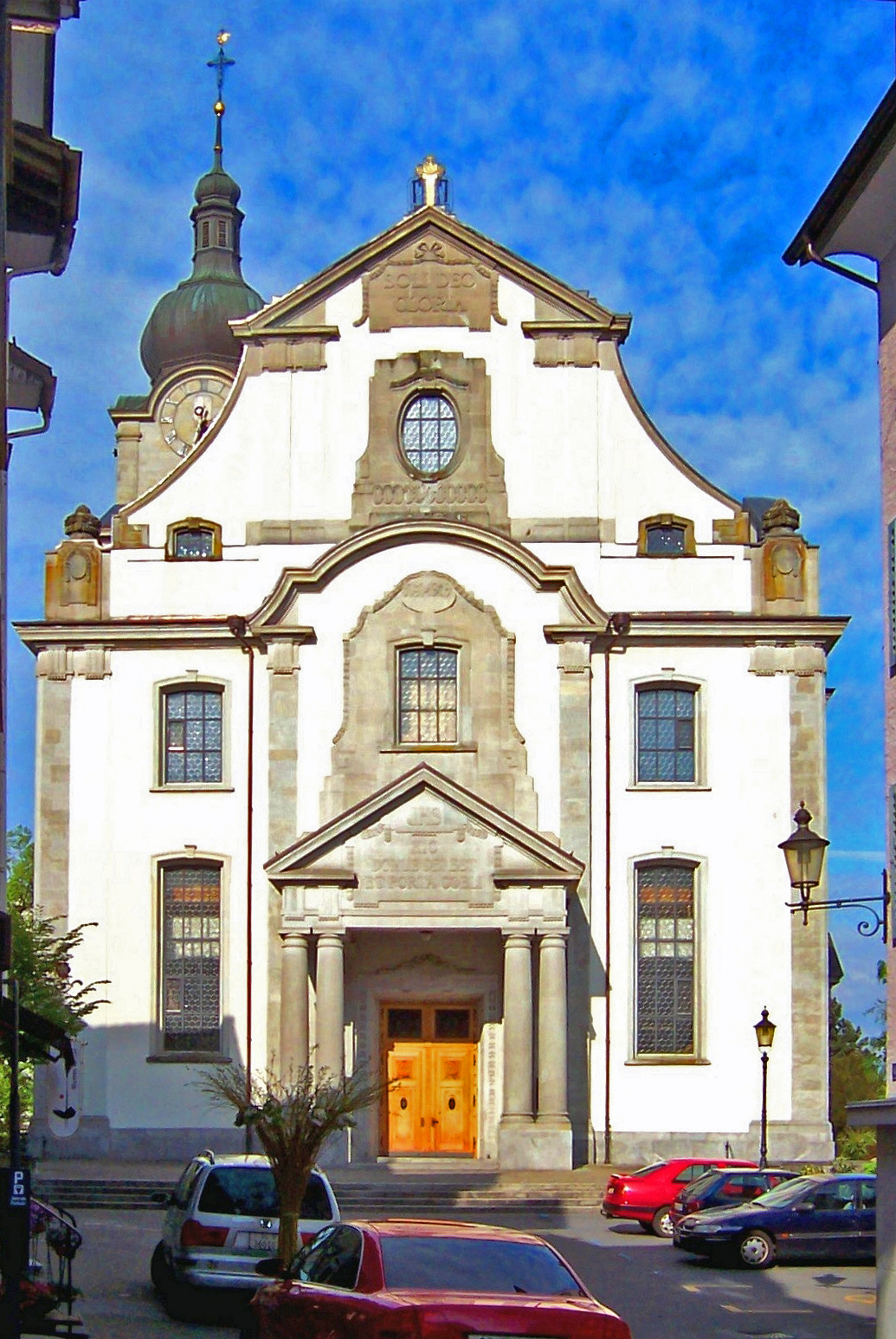
Katholische St.-Nikolaus-Kirche, erbaut 1794–1798

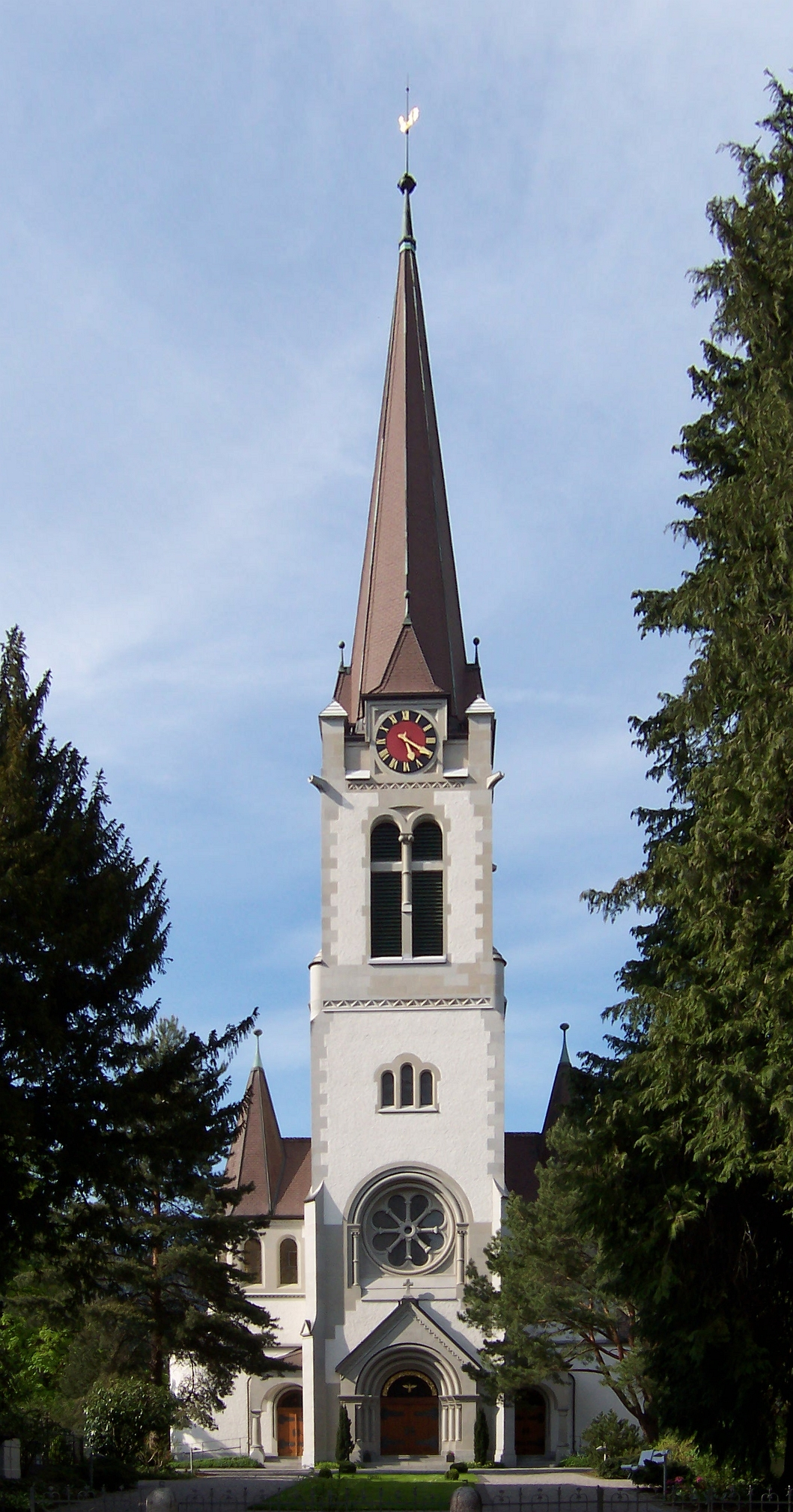
Evangelische Kirche, erbaut von Paul Reber 1904–1906

Zu Beginn des 15. Jahrhunderts wurde Altstätten in die Appenzellerkriege verwickelt. Die Stadt schloss nach der Schlacht am Stoss (1405) mit den streitbaren Nachbarn einen Bund, was den Zorn der Österreicher erregte. 1410 liess Herzog Friedrich in einem Rachefeldzug das Städtchen einäschern. In den folgenden Jahrhunderten wurde es von weiteren grossen Bränden heimgesucht – unter anderem 1567, als durch Brandstiftung 175 Gebäude in Schutt und Asche sanken.
Altstätten hatte bis zum Untergang der Alten Eidgenossenschaft (1798) zwei Herren zu dienen: dem Abt von St. Gallen als Grundherr und dem Reichsvogt, der ursprünglich im Auftrag des Kaisers die Hoheit über die Grafschaft Rheintal innehatte. Landesherren waren ab 1490 die Sieben Alten Orte der Eidgenossenschaft.
Wirtschaftlich war die Verleihung des Marktrechtes wichtig. Eine erste Bestätigung des Marktrechtes findet sich im Jahre 1425. Politisch gewann Altstätten zur gleichen Zeit an Bedeutung. So gelang es der Bürgerschaft, dem Abt ein erhebliches Recht an Selbstverwaltung abzutrotzen. Seit 1415 traten neben Landes- und Grundherr Stadtrat und Stadtammann als «dritte Gewalt» in Erscheinung.

### 18. Jahrhundert
Eine wirtschaftliche Blütezeit erlebte Altstätten im 18. Jahrhundert. Tatkräftige Familien begannen, die Erzeugung und Veredelung von Leinwand-, Seiden-, später von Baumwollgeweben zu fördern und damit einen schwunghaften Handel zu treiben. Die Custer zur Prestegg mit Filialen in Erlangen und Leipzig, Lyon, Toulouse und Marseille, die Custer am Markt (Reburg) in Personalunion mit dem Handelsunternehmen der Heer im Löwenhof Rheineck, die Gebrüder Städler zum Raben mit einer Niederlassung in Barcelona sowie weitere Familien erwarben sich auf diese Weise einen soliden Wohlstand und verschafften andern Brot. Die Mousseline- und Baumwollweberei war ausser im «Weberwinkel» im dicht bevölkerten Berggebiet stark vertreten. Der Geschmack der weitgereisten Grosskaufleute fand seinen Niederschlag auch im Stadtbild. Ihnen ist die Errichtung zahlreicher Gebäude, die auch heute noch das Stadtbild prägen, zu verdanken.

### 19. Jahrhundert
Einen kräftigen Impuls erhielt das wirtschaftliche Leben nach dem Bau der Eisenbahnlinie durch das Rheintal (1858). Altstätten musste aber hart für den Bahnhof kämpfen, denn die Oberrieter wollten eine Bahnlinie von Au direkt nach Oberriet. Im gleichen Jahr wurde die erste Stickereifabrik eröffnet. Die Industrialisierung in der Folgezeit konzentrierte sich fast ausschliesslich auf die Textilindustrie, vor allem auf die Stickerei. Neben den eigentlichen Stickereifabriken entstanden viele Kleinbetriebe. Die wirtschaftliche Prosperität zeigte sich im Bau der Rheintalischen Strassenbahn (1897) und der Altstätten-Gais-Bahn. Auch das Projekt einer direkten Eisenbahnverbindung nach St. Gallen durch einen Ruppen-Tunnel wurde lange ernsthaft diskutiert.

### Folgen der Stickereikrise
Nach dem Ersten Weltkrieg geriet die Stickereibranche in eine schwere Krise. Sie erholte sich erst nach dem Zweiten Weltkrieg, ohne jemals wieder die frühere Bedeutung zu erlangen. Die Ausrichtung der Wirtschaft auf einen Zweig rächte sich nun. Wie verhängnisvoll die Folgen waren, drückt sich in der Bevölkerungsstatistik aus. Erst in den 1950er-Jahren erreichte Altstätten wieder die Einwohnerzahl von 1919. Den erhofften Aufschwung brachte erst die Konjunktur der 1960er-Jahre.

### Freihof-Rathaus
Um der Altstadt von Altstätten zu neuer Attraktivität zu verhelfen, verfolgt die Stadt Altstätten seit 2004 das Projekt Freihof-Rathaus, das die Anpassung der Verkehrsführung um die Altstadt mit einem neuen Kreisverkehr, ein neues Rathaus und zudem noch ein Zentrum für Wohnen, Einkaufen und Parkieren vorsah. Aufgrund der Komplexität des Projektes wurde ein Architekturwettbewerb lanciert, um die bestmögliche Lösung zu finden. Die Verkehrsführung wurde in den Jahren 2009–2012 realisiert. Im Frühjahr 2013 war Baubeginn für die neue Tiefgarage mit 200 Parkplätzen, das Einkaufszentrum sowie das neue Rathaus. Erklärtes Ziel dieser Projekte ist die Positionierung von Altstätten in der Region.

## Wappen
Der schreitende Bär im Altstätter Wappen weist auf die Verbindung zur Abtei St. Gallen hin, dessen Wappen ebenfalls einen Bären zeigt. Diese Tierdarstellung wurde von der Legende des heiligen Gallus inspiriert. Eine Urkunde aus dem Jahr 1473 zeigt die Herkunft und Bedeutung des fünfstrahligen roten Sterns über dem Bären. Dieser rührt vom Reich her und weist die Altstätter als Angehörige der Reichsvogtei aus.

## Sehenswürdigkeiten

### Altstadt
Die historische Altstadt besteht im Wesentlichen aus vier Strassenzügen: Obergasse; Marktgasse mit einem Laubengang, Engelgasse und Pfluggasse. Die Bausubstanz geht zu einem grossen Teil auf Bauvorhaben aus dem 16. Jahrhundert zurück, als nach einem Stadtbrand (1567) die gesamte Stadt neu aufgebaut wurde. Prägend war vor allem die zweite Hälfte des 18. Jahrhunderts, als Handelsherren innerhalb der ehemaligen Stadtmauern ihre schlossartigen Bauten erstellten. In dieser Zeit wurde auch die katholische (damals paritätische) Kirche erbaut. Schon damals dehnte sich die Stadt auch ausserhalb der Stadtmauern aus. Von dieser ist ein Teil sowie ein Stadttor erhalten geblieben.

### Einzelobjekte in der Altstadt
| Nr. | Objekt                   | Beschrieb |
| --- | ------------------------ | --- |
| 1   | Haus zum Raben           | Spätbarockes Stadtpalais (1763). Sowohl der charakteristische Rundgiebel wie auch der Mansardgiebel weisen auf den einheimischen Baumeister Johann Jakob Haltiner hin. Der herrschaftliche Bau weist im Inneren zahlreiche Malereien und Stuckaturen auf. |
| 2   | Placidus-Kapelle         | Im Jahre 1648 erbaut. Geweiht dem heiligen Placidus. Erbauer war der Fürstabt des Klosters St. Gallen. Die Kapelle diente in erster Linie dem Abt und den Konventualen, die im gegenüberliegenden Frauenhof abstiegen. |
| 3   | Frauenhof                | Der Name geht zurück auf Kunigunde von Altstätten (gestorben 1476; sie war die einzige Tochter des letzten «Edlen von Altstätten»). Ab 1486 im Besitz des Klosters St. Gallen. Bis 1798 diente der Bau als Amtssitz des äbtischen Obervogtes. |
| 4   | Prestegg                 | Zu Beginn des 16. Jahrhunderts Wohnsitz von Hans Vogler, dem Reformator des Rheintals. 1788 zu einer barocken Schlossanlage umgebaut. In der Beletage ist der mit dem antiken Götterhimmel ausgemalte Festsaal erhalten geblieben. Heute enthält die Schlossanlage ein Museum, in welchem historische Gegenstände des täglichen Lebens ausgestellt werden, und ein Restaurant. Aufgrund der engen Platzverhältnisse wurde ein Projekt ausgearbeitet, das die Erweiterung des Museums um den Restaurantteil sowie den Einbau von Gerichtssälen vorsieht. |
| 5   | Engelplatz               | Am dreiecksförmigen Engelplatz wurde bis zu Beginn des 19. Jahrhunderts der Viehmarkt abgehalten. Deshalb befanden sich hier mehrere Gasthäuser. Das heutige Aussehen mit der auffallenden Giebelsilhouette erhielten die Häuser im 18. Jahrhundert. |
| 6   | Schnürle-Haus            | Das Haus an der Obergasse wurde 1761 von Johann Jakob Haltiner für den Handelsherrn Johann Ulrich Custer erbaut. Es zeugt von dem Wettstreit, welcher in der 2. Hälfte des 18. Jahrhunderts unter den aufstrebenden Altstätter Handelshäusern herrschte um die schönsten und imponierendsten Häuser. Bemerkenswert sind die Höhe und der Rundgiebel. |
| 7   | Haus zum Engel           | Der geschweifte Quergiebel gibt sich als Werk des Baumeisters Haltiner zu erkennen. Die geschweiften Quergiebel sind ein typisches Motiv der Altstätter Handelshäuser und verweisen auf deren herrschaftlichen Anspruch. |
| 8   | Untertor                 | Das Untertor war einst ein Teil der ursprünglichen, mittelalterlichen Befestigungsanlage. Die ersten Erwähnungen der Stadttore finden sich 1420. Das heutige Aussehen erhielt das Untertor im 18. Jahrhundert, als der massive Bau aufgestockt wurde. |
| 9   | Reburg                   | 1772 fand der Umbau des Hauses am Marktplatz mit dem ursprünglichen Namen «zum Markt» zu einem Stadtpalais statt. Bauherr war Johann Jacob Custer, der einen blühenden Leinwand- und Seidenhandel betrieb. Die reichhaltigen Moosbrugger-Stuckaturen im Inneren zeugen von hoher Handwerkskunst. |
| 10  | Gschwend’sches Haus      | Als Handels- und Wohnhaus im Auftrag von Gerichtsammann Kilian Gschwend 1755 erbaut. Es war das erste Privathaus, welches als reiner Steinbau erstellt wurde. Die Fassade wird abgeschlossen durch den ältesten Schweifgiebel der Stadt. |
| 11  | Haus zum Schwert:        | Bis zu Beginn des 19. Jahrhunderts im Besitz des Heilig-Geist-Spitals der Stadt St. Gallen. Hier war der Sitz des Ammanns, dem die Verwaltung der ausgedehnten Rheintaler Güter und Weinberge des Spitalamtes unterstellt war. |
| 12  | Haus zur Biene           | Zusammen mit dem Nachbargebäude das älteste Haus der Häuserzeile. An der Fassade sind die baugeschichtlichen Etappen klar ablesbar. Das Erdgeschoss und das 1. Obergeschoss wurden unmittelbar nach dem Stadtbrand in der damals typischen Bohlenständer-Bauweise erstellt. |
| 13  | Pfarrkirche St. Nikolaus | Das eintürmige Kirchgebäude wurde 1794–1798 von den Altstätter Architekten Johann Jakob Haltiner und Hans Ulrich Haltiner, Vater und Sohn, in spätbarockem und neuklassizistischem Stil erbaut. |

### Einzelobjekte übriges Gemeindegebiet
Ausserhalb des Städtchens findet sich ebenfalls eine ganze Reihe bemerkenswerter Bauten:
| Nr. | Objekt              | Beschrieb |
| --- | ------------------- | --- |
| 1   | Reformierte Kirche  | Historisierender Bau mit neuromanisch-neugotischen Elementen, erbaut von Paul Reber 1904–1906. |
| 2   | Kloster Maria Hilf  | Kapuzinerinnen-Kloster im Süden von Altstätten, die Ursprünge liegen im 13. Jahrhundert. Die Klosterkirche wurde 1616 eingeweiht. Hier lebten auch die heilige Maria Bernarda Bütler und selige Charitas Brader. |
| 3   | Forstkapelle        | Pilgerort auf dem Hügelzug südlich der Altstadt. |
| 4   | Burg Neu-Altstätten | Bewohnte Burg, oberhalb von Lüchingen, erbaut 1375. |
| 5   | Naeff-Haus          | Geburtshaus von Bundesrat Wilhelm Matthias Naeff, erbaut 1802 in klassizistischem Stil für seinen Vater Johann Matthias Naeff. Heute Filiale der St. Galler Kantonalbank.                                        |
| 6   | Bauernhaus Lienz    | Spätbarockes Bauernhaus an der Feldstrasse in Lienz. |

Das Altstätter Berggebiet gehört gemäss Richtplan des Kantons St. Gallen zu den «Landschaften mit schützenswerter Bausubstanz». Das zeigt, dass es zahlreiche historische Bauten gibt.

### Bilder

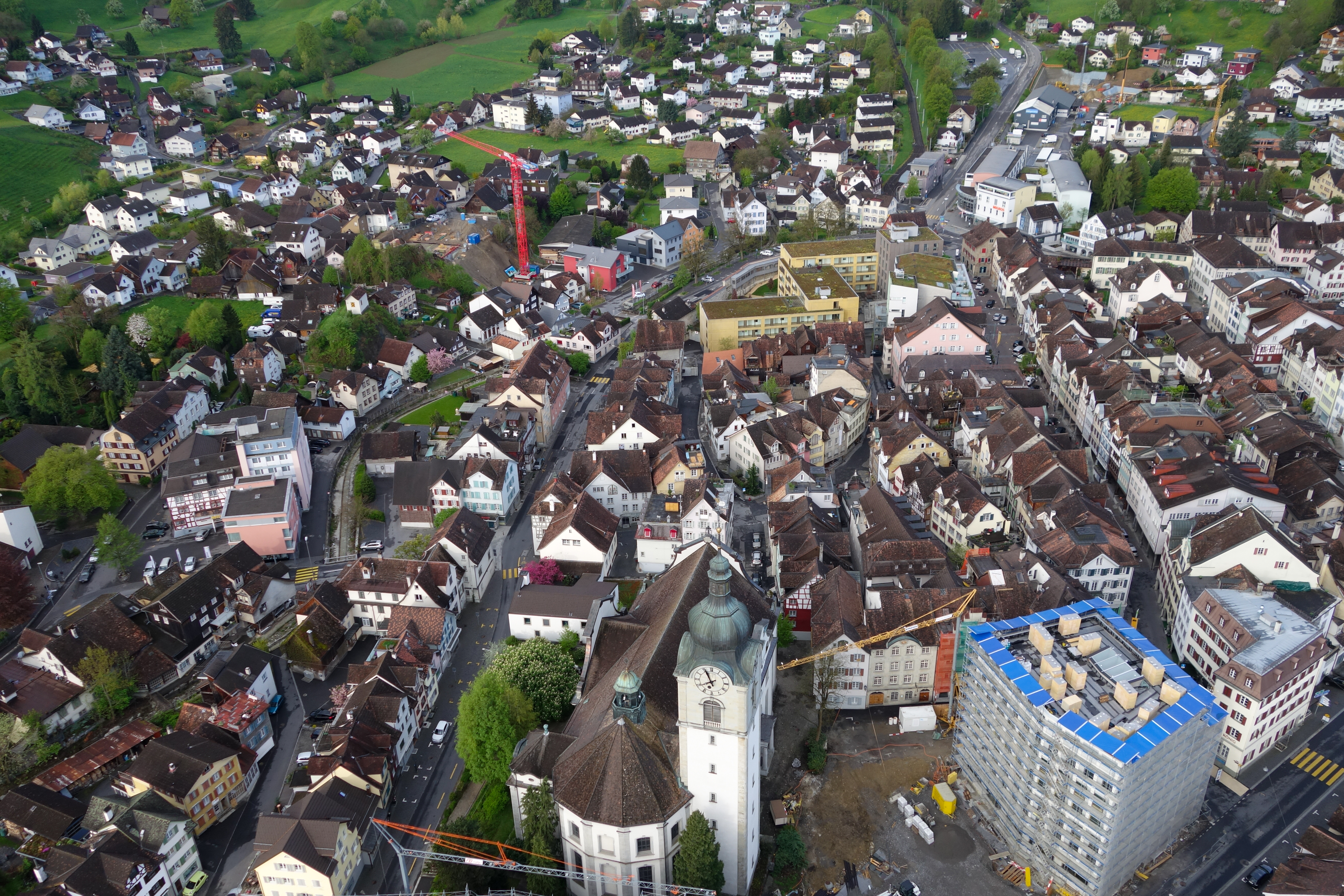
Zentrum Altstätten mit neuem Rathaus im Bau (2015)
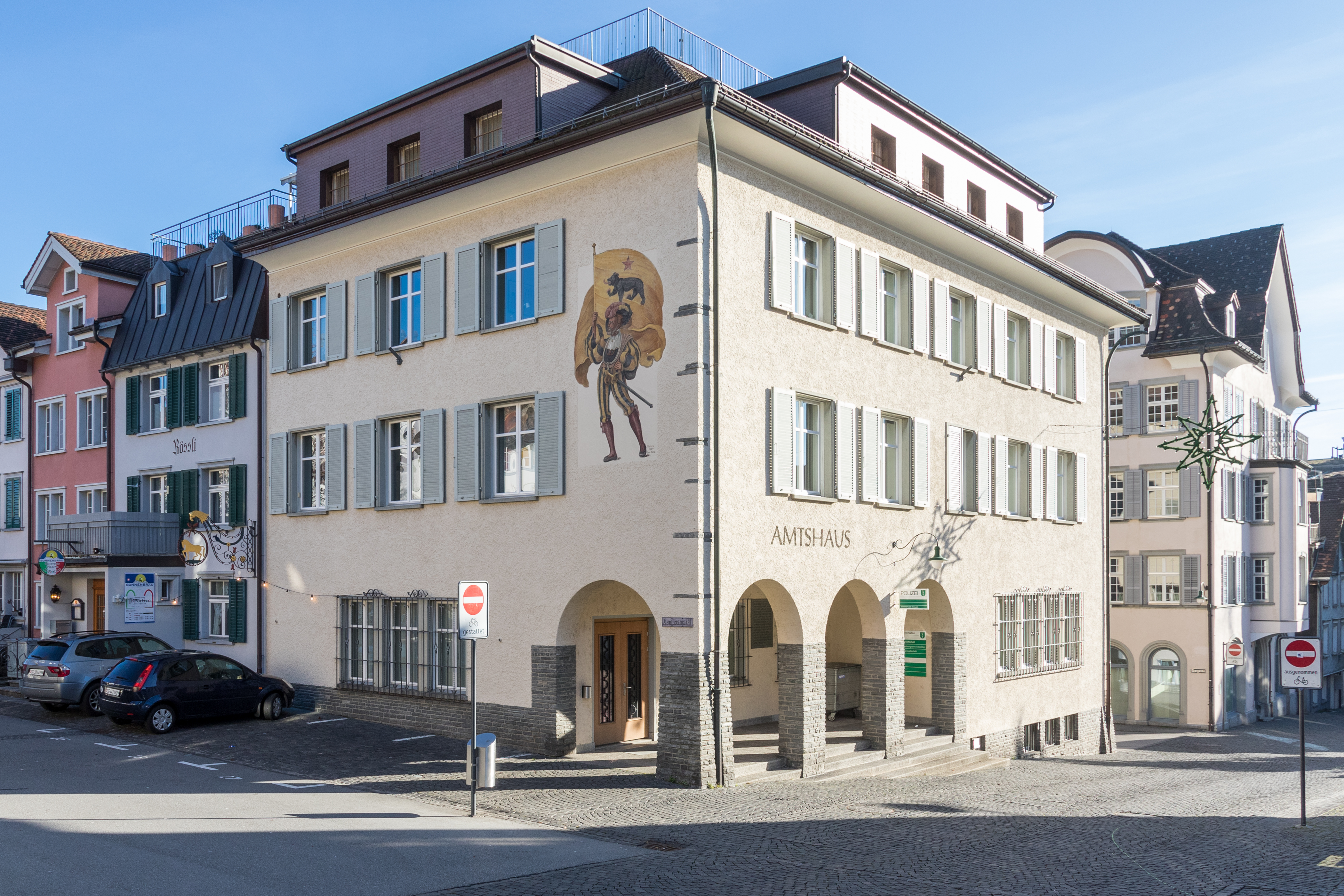
Amtshaus Altstätten
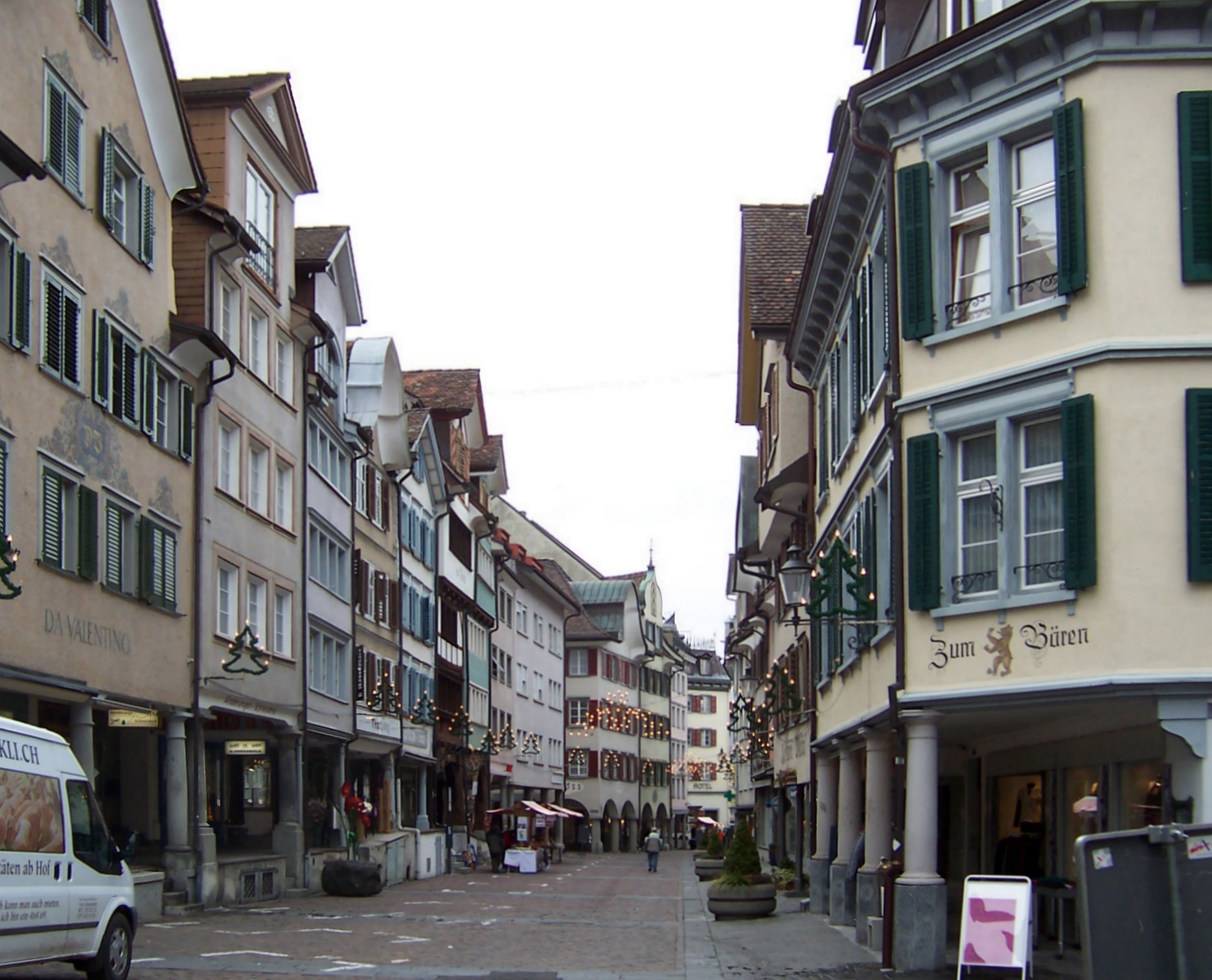
Marktgasse
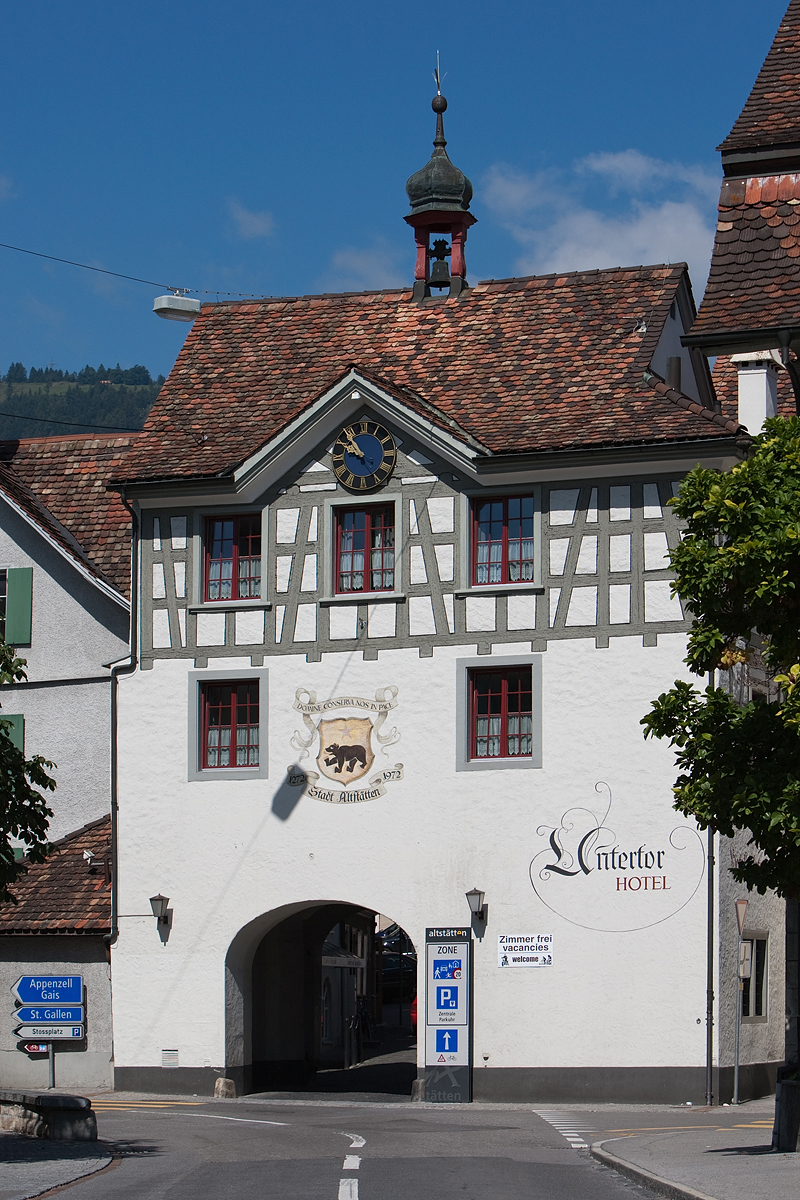
Untertor
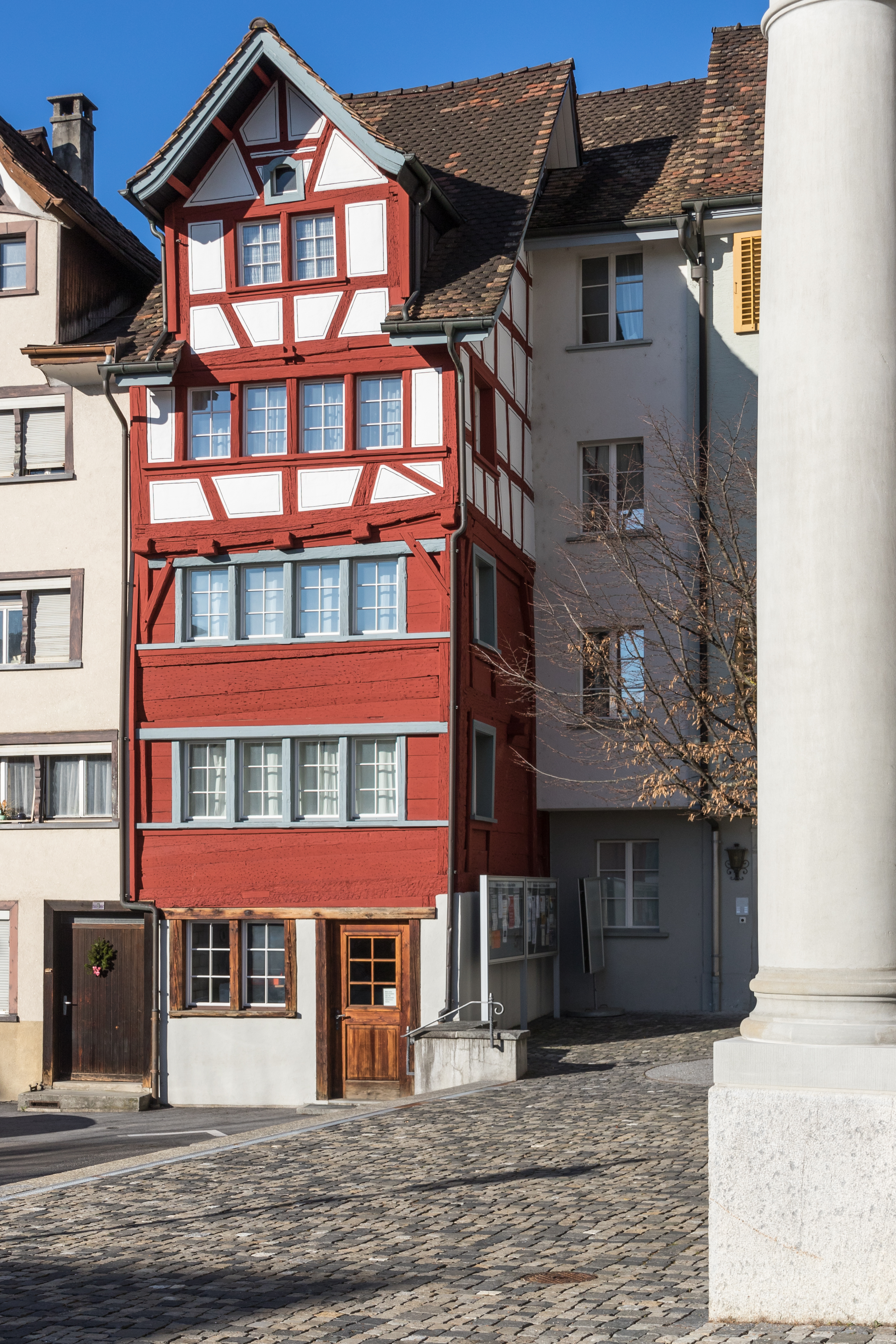
Kirchgasse 6
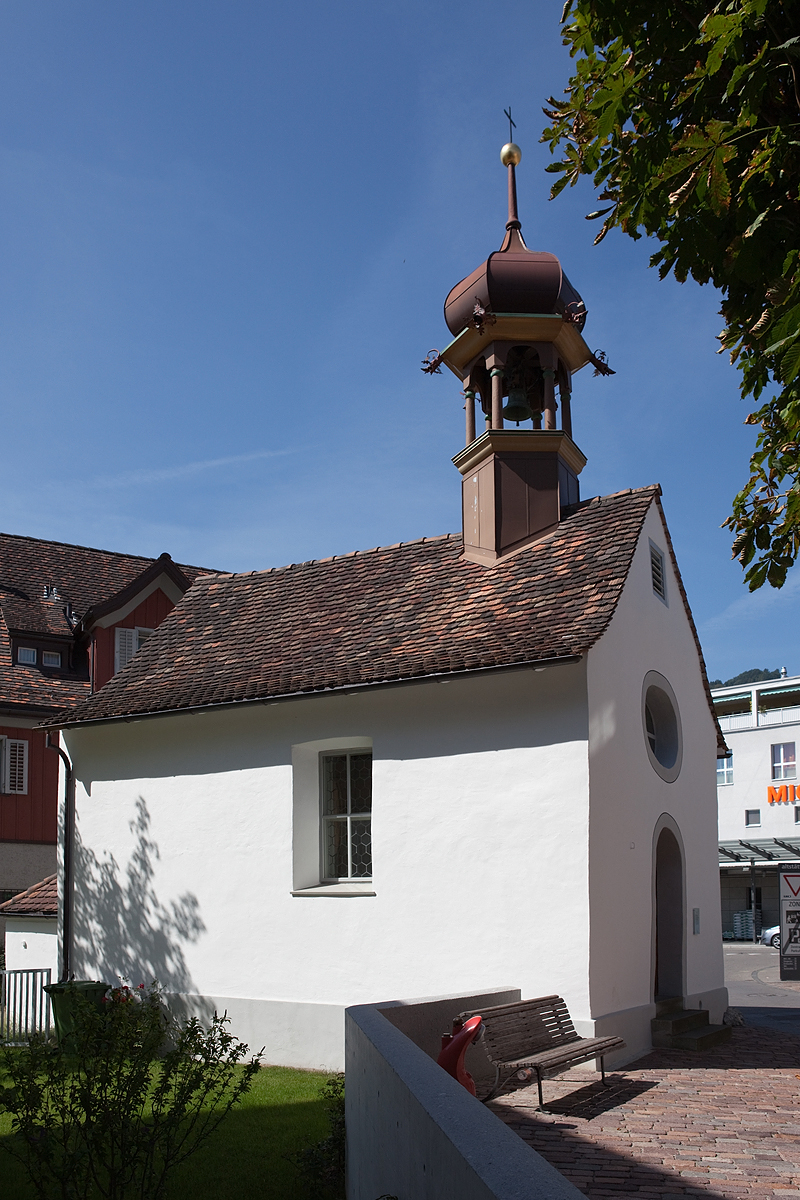
Frauenhofkapelle
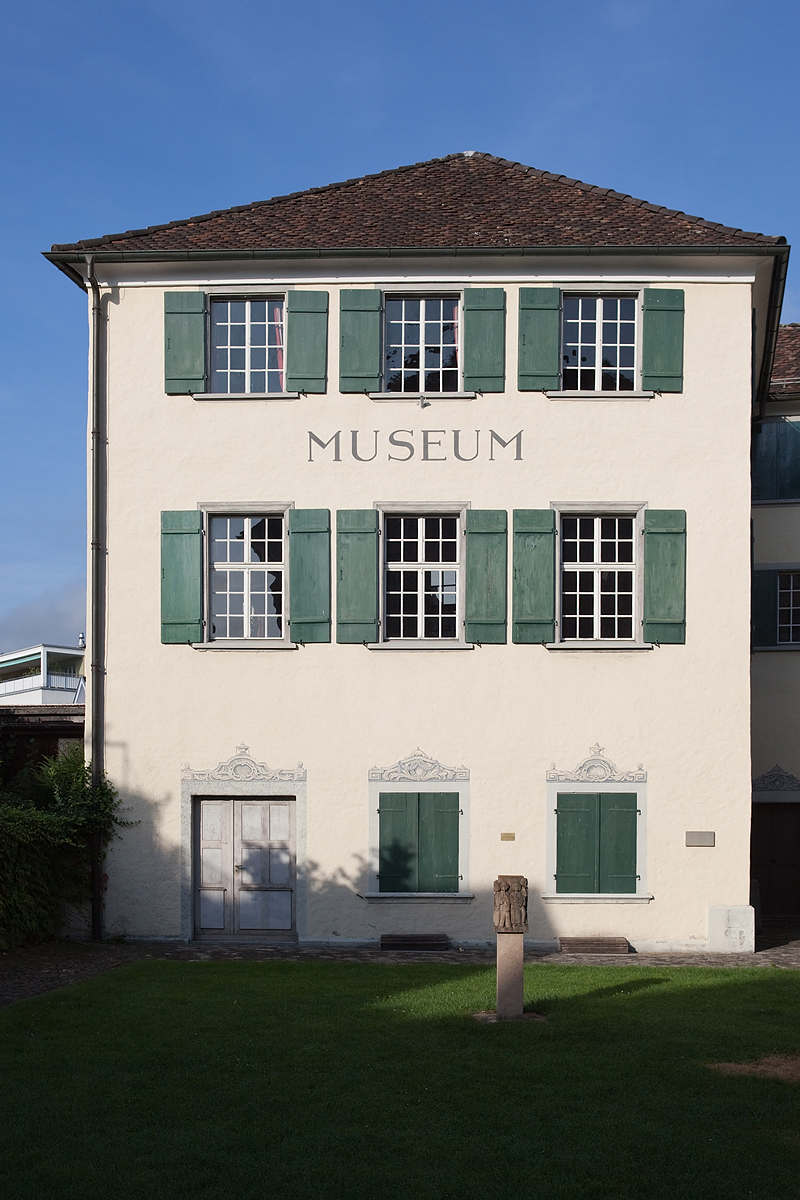
Museum Prestegg
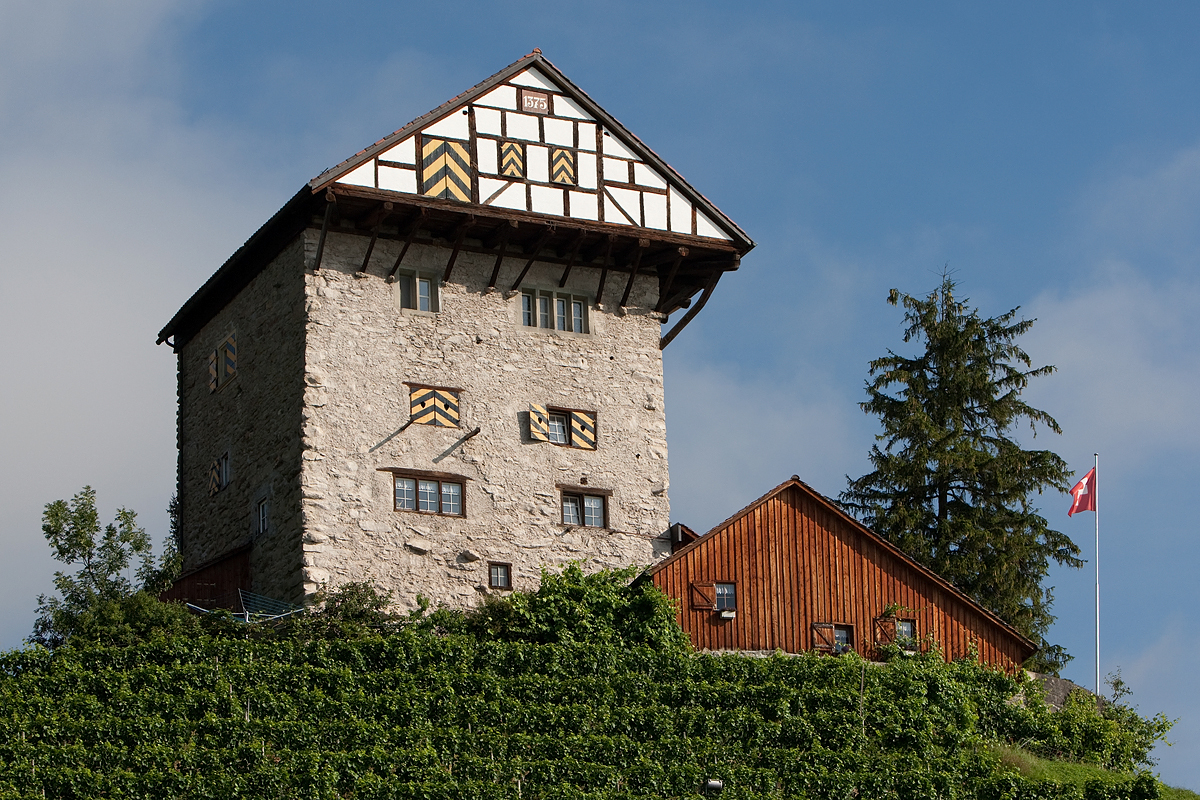
Burg Neu-Altstätten
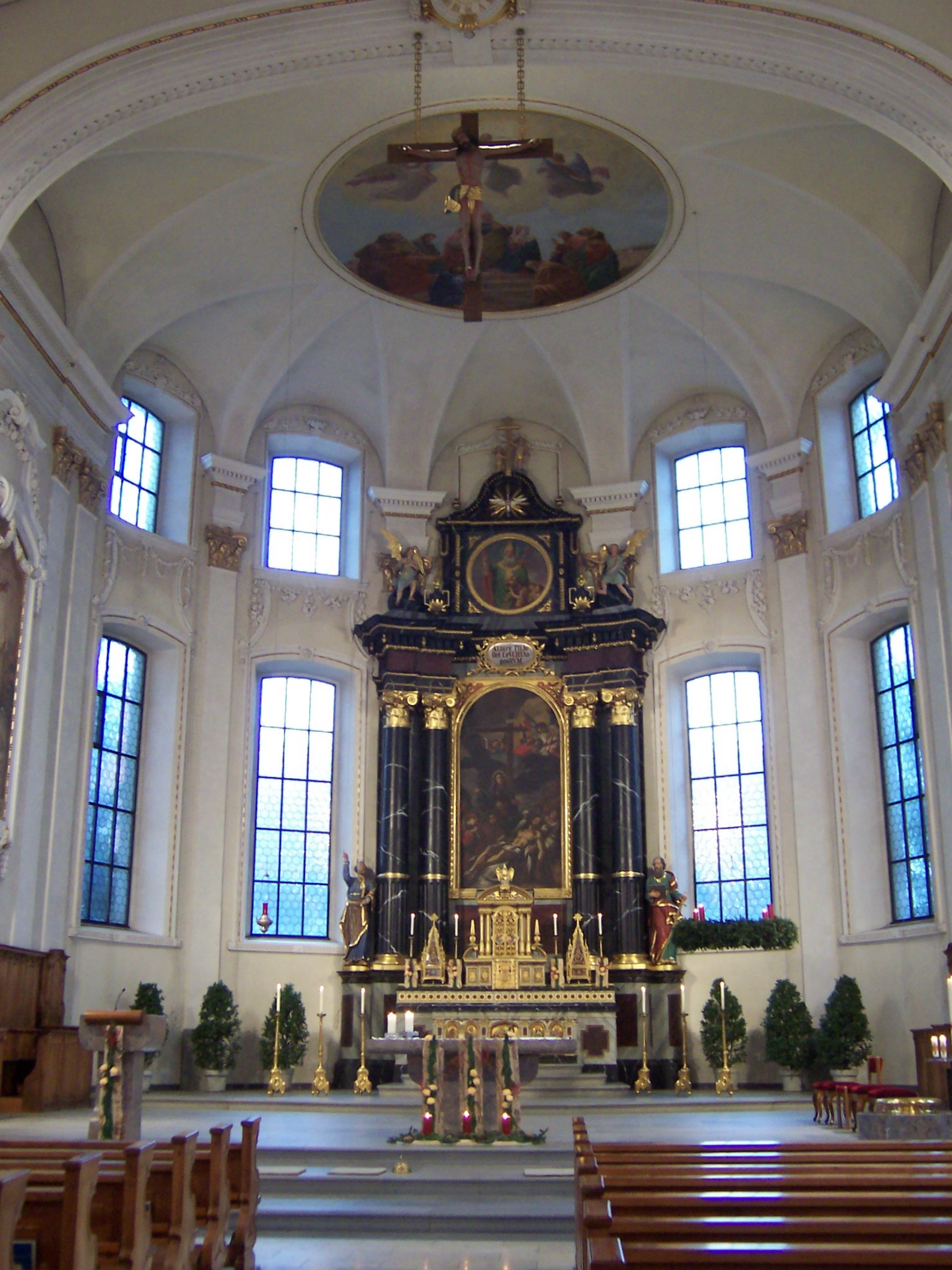
Katholische St.-Nikolaus-Kirche
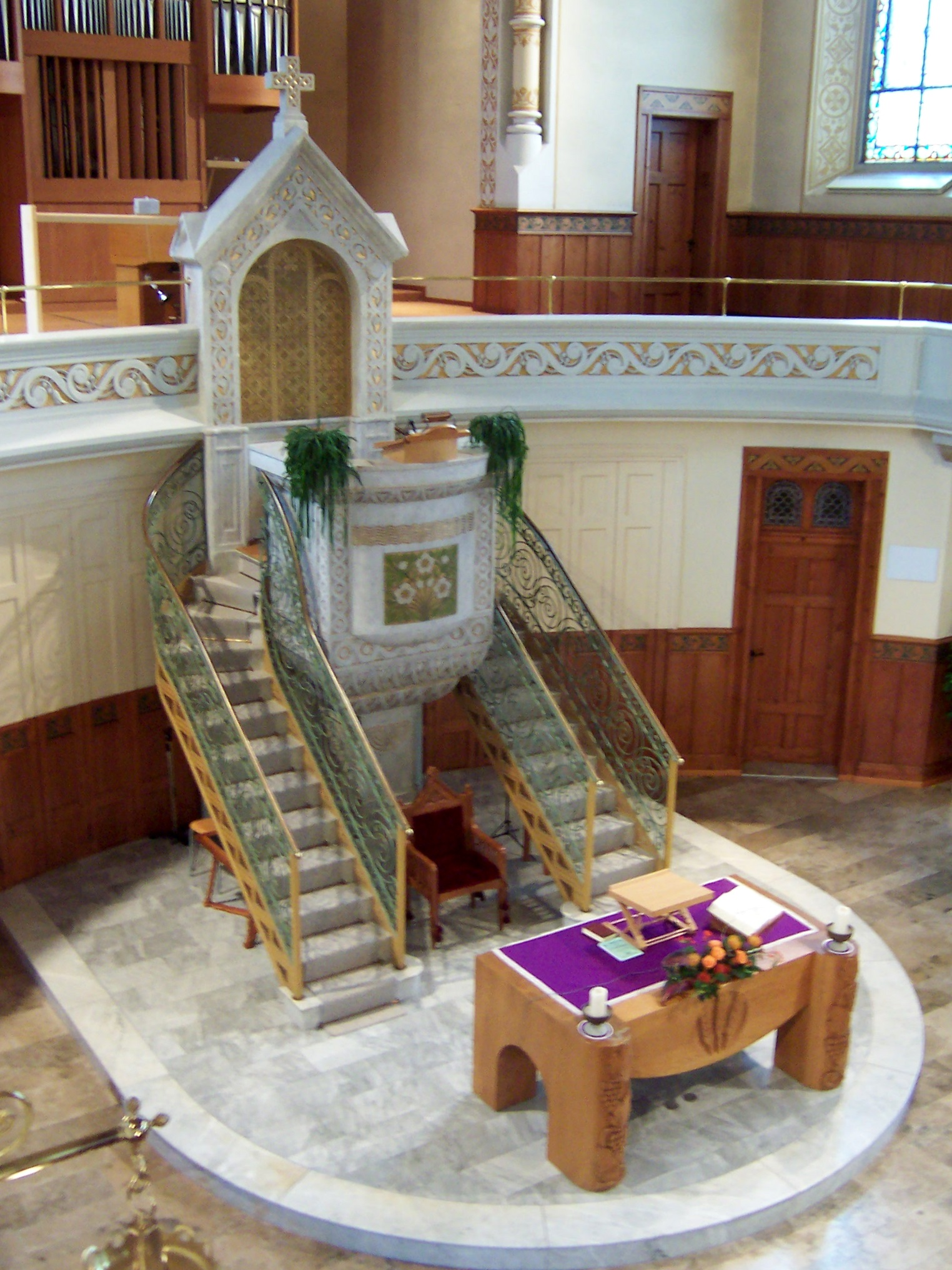
Reformierte Kirche

## Bevölkerung
Am 31. Dezember 2023 lebten 12'456 Menschen in Altstätten.
Per 31. Dezember 2015 waren 3496 Altstätter Ortsbürger (31 Prozent), was im kantonalen und schweizerischen Vergleich einen sehr hohen Wert darstellt. Die Bevölkerung setzte sich zu diesem Zeitpunkt aus 8350 Schweizern und 2943 ausländischen Staatsangehörigen zusammen;
- die Verteilung nach Religionszugehörigkeit war wie folgt: 5786 katholisch, 2074 evangelisch sowie 3433 andere oder keine Konfession,
- die Verteilung nach Geschlecht war wie folgt: 5681 weiblich, 5612 männlich.

| Einwohner (31.12.2022) | in …               |
| ---------------------- | ------------------ |
| 8'959                  | Altstätten         |
| 2'041                  | Lüchingen          |
| 666                    | Hinterforst        |
| 462                    | Lienz/Plona        |
| 120                    | Hub-Hard/Kobelwald |

| Alter (Jahre) | Einwohner (2015) |
| ------------- | ---------------- |
| 0–20          | 2553             |
| 21–40         | 2972             |
| 41–60         | 3236             |
| 61 und älter  | 2532             |

| Jahr      | 1800  | 1850  | 1910  | 1930  | 1950  | 1980  | 1990   | 2000   | 2010   |
| Einwohner | 4'900 | 6'492 | 9'360 | 8'393 | 8'603 | 9'260 | 10'249 | 10'430 | 10'819 |

Knapp die Hälfte der Einwohner von Altstätten sind (Stand 2022) römisch-katholisch, nämlich 5457 Personen (45,5 %). 1970 Einwohner sind evangelisch-reformiert (16,4 %), und 4575 Personen gehören einer anderen oder keiner Glaubensgemeinschaft an (38,1 %).

## Politik

### Legislative
An der Bürgerversammlung – die zweimal im Jahr (als Rechnungsgemeinde im April und als Budgetgemeinde im November) stattfindet – wird über Voranschlag, Höhe des Gemeindesteuerfusses, Jahresrechnung, Amtsbericht und die Kredite abgestimmt.

### Exekutive
Ausführende Behörde ist der Stadtrat. Seine Amtsdauer beträgt vier Jahre, und er wird im Majorzverfahren (Mehrheitswahlverfahren) vom Volk gewählt. Er führt und repräsentiert die Gemeinde. Dazu vollzieht er Beschlüsse der Bürgerversammlung und die Aufgaben, die ihm von Kanton und Bund zugeteilt wurden. Der Stadtpräsident übt seine Tätigkeiten im Vollamt aus, die übrigen Mitglieder des Stadtrates im Nebenamt.

#### Stadtrat
Der Stadtrat der Amtsperiode 2024–2027 setzt sich zusammen aus:
- Ruedi Mattle (Grünliberale), Stadtpräsident
- Andreas Broger (Die Mitte), 1. Vizepräsident
- Toni Loher (FDP), 2. Vizepräsident
- Daniel Schelling (parteilos)
- Othmar Fischlin (parteilos)
- Christoph Hanselmann (FDP)
- Mirjam Seitz-Popp (Die Mitte)

#### Stadtpräsidenten
| Amtsperiode | Präsident       |
| ----------- | --------------- |
| seit 2013   | Rudolf Mattle   |
| 2007–2012   | Daniel Bühler   |
| 1992–2006   | Josef Signer    |
| 1977–1991   | Niklaus Rüegger |
| 1956–1976   | Anton Stadler   |

### Judikative
Für Rechtsstreitereien ist das Kreisgericht Rheintal zuständig. Altstätten ist Gerichtsstandort.

### Nationale Wahlen
Bei den Schweizer Parlamentswahlen 2019 betrugen die Wähleranteile in Altstätten: SVP 33,7 %, CVP 27,6 %, FDP 10,3 %, Grüne 9,7 %, SP 9,2 %, glp 5,5 %, EVP 1,5 %, EDU 1,0 %.

## Ortsbürgerliche Korporationen
Erhalten haben sich die ortsbürgerlichen Korporationen, nämlich die Ortsgemeinde Altstätten (gebildet von allen in der Gemeinde wohnhaften Ortsbürgern und Ortsbürgerinnen) mit neun Rhoden. Dabei handelt es sich um ortsbürgerliche Korporationen, deren Gebiet genau festgelegt ist. Die Ortsgemeinde bildet eine Art von Oberbehörde, was im Kanton St. Gallen in dieser Art einmalig ist. Der Grundbesitz der Rhoden umfasst einen Drittel der Fläche der politischen Gemeinde und erstreckt sich zum Teil über die Grenzen zum Appenzellerland hinaus.

## Wirtschaft
Als Wirtschaftsstandort präsentiert sich Altstätten mit einer hohen Branchenvielfalt. In über 700 Betrieben werden rund 5500 Arbeitsplätze angeboten. Klassische Gewerbebetriebe mit wenigen Angestellten gehören ebenso dazu wie Industriebetriebe mit über hundert Beschäftigten. Einige Altstätter Unternehmen sind international tätig. Die starke Diversifikation in allen Bereichen bietet einerseits Gewähr für den Erhalt und die Schaffung neuer Arbeitsplätze, andererseits wird dadurch die Bedeutung Altstättens als Zentrum der Region verstärkt.
Die eidgenössische Betriebszählung 2008 weist für Altstätten folgende Zahlen aus:
- Anzahl Gewerbe-, Handels-, Dienstleistungs- und Industriebetriebe: 726
- Anzahl Arbeitsplätze in Gewerbe-, Handels-, Dienstleistungs- und Industriebetrieben: 6619
- Anzahl Landwirtschaftsbetriebe: 255 (Durchschnittliche Betriebsfläche Altstätter Landwirtschaftsbetriebe: 16,05 Hektaren)

### Arbeitgeber
- EgoKiefer AG, 440 Mitarbeitende
- Spital Altstätten der «hoch Health Ostschweiz», 280 Mitarbeitende, wird Ende 2027 geschlossen[14]
- SFS intec AG, 170
- Wagner International AG, 170
- Coltène/Whaledent AG, 170
- Soplar SA, 160
- Primar- und Oberstufenschulgemeinden, 150
- Zünd Systemtechnik AG, 186
- Stadt Altstätten, 120
- RhV Elektrotechnik AG, 110
- Hänel Lagersysteme

### Traditionell und renommiert
Es gibt mehrere Unternehmen, die seit über hundert Jahren weit über Altstätten hinaus eine Ausstrahlung haben und die typisch sind für die Stadt, dazu zählen:
- Weingut Zünd AG, vormals seit 1880 Haubensak Weine[15][16], Weinkellerei (mit der grössten Rebfläche des Kantons St. Gallen)
- Hongler Kerzen AG, Kerzenhersteller, seit über 300 Jahren
- Rheintalische Volkszeitung, Zeitungsverlag und Druckerei, seit 1856
- Biene Bank im Rheintal, Regionalbank, seit 1879 (seit 2003 Anschluss an Clientis AG)

### Märkte und Messen
Jeden Donnerstag findet in der Altstadt ein Wochenmarkt mit vorwiegend regionalen Produkten statt. Daneben gibt es drei grosse Jahrmärkte (im Mai, August und Dezember) sowie zwei Flohmärkte. Im Mai findet jeweils auf dem eigens dafür gebauten Allmendplatz die «Rhema» (Rheintal Messe Altstätten) statt.

## Verkehr

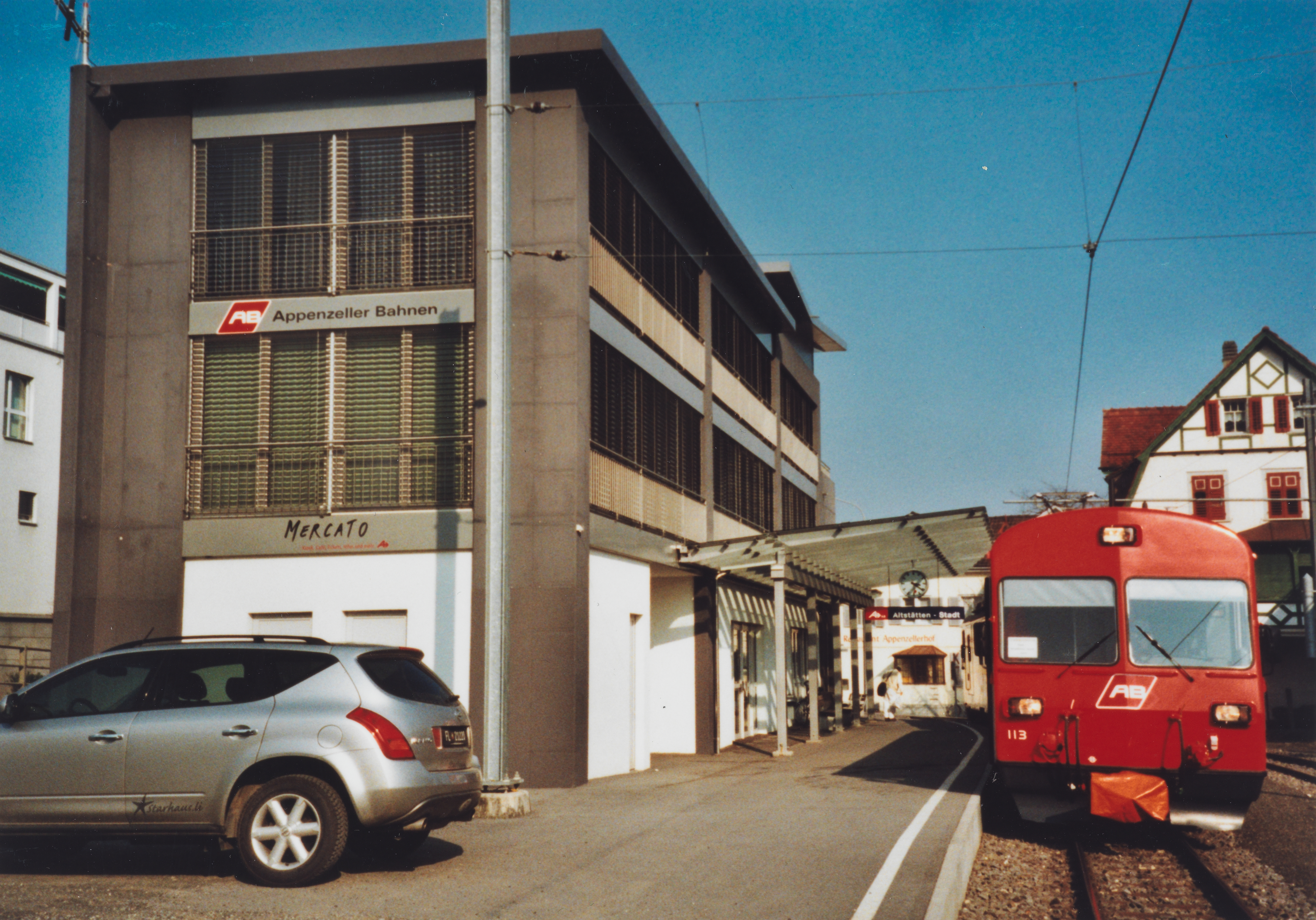
Stationsgebäude Altstätten-Stadt (2007)

Altstätten ist Ausgangspunkt von zwei Passstrassen, die ins Appenzellerland und dann in die Stadt St. Gallen führen: über den Stoss und über den Ruppen. In der Ebene – entlang dem Rhein – führt die Autobahn A13. Die Anschlussstelle befindet sich in Kriessern, rund sechs Kilometer von der Stadt entfernt. Die Entlastungsstrasse Süd wurde im November 2007 dem Betrieb übergeben.
Altstätten verfügt über zwei Bahnhöfe: den Bahnhof SBB (Schnellzugshalt der Strecke St. Gallen–Chur) und den Bahnhof Altstätten Stadt. Von diesem aus führt die Strecke der Appenzeller Bahn nach Gais. Die Strecke ist mit 160 ‰ so steil, dass sie nur mit Zahnrad-Betrieb überwunden werden kann. Sie gehört mit dem rund drei Kilometer langen Zahnstangen-Abschnitt zu den bahntechnischen Attraktionen der Ostschweiz.
Altstätten ist auch Hauptsitz der Rheintal Bus AG, die für den Busbetrieb im Rheintal zuständig ist. Sie ist Nachfolgerin der Rheintalischen Verkehrsbetriebe, welche ursprünglich die Strassenbahn Altstätten–Berneck betrieb. Diese wiederum wurde 1940 durch den Trolleybus Altstätten–Berneck abgelöst, er verkehrte bis 1977.

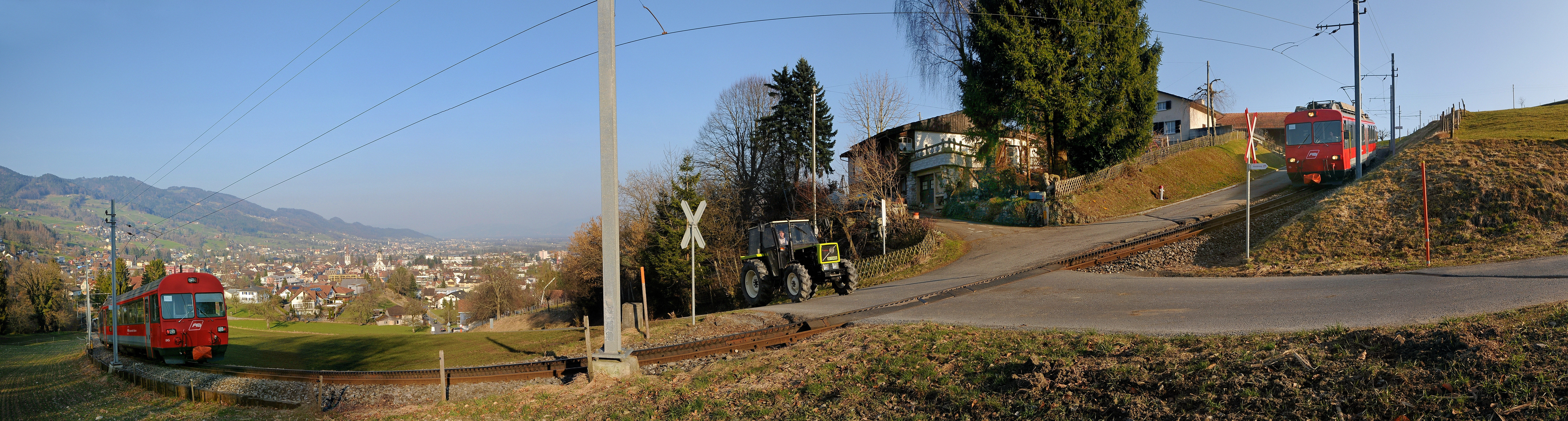
Appenzeller Bahn

## Bildung
Den Kindergarten, die Primarschule und die Oberstufe Altstätten besuchen knapp 1300 Schüler. Primarschule und Oberstufe bilden in Altstätten rechtlich gesehen zwei verschiedene Schulgemeinden, die jedoch eng zusammenarbeiten. Gut 730 Schüler besuchen derzeit die Primarschule, ein Zehntel davon sind Kindergärtler. Die Oberstufe Altstätten gliedert sich in zwei Zentren: Feld und Wiesental. Es werden gesamthaft etwa 450 Schüler in 25 Klassen (Stand 2007) unterrichtet: Daneben gibt es eigene Schulgemeinden in Lüchingen, Hinterforst und Lienz.
In der Musikschule Oberrheintal mit Sitz in Altstätten werden Kinder, Jugendliche und Erwachsene unterrichtet. Seit 2013 ist Altstätten zudem Unterrichtsstandort der Diözesanen Kirchenmusikschule St. Gallen, und in den Räumen der katholischen Kirchgemeinde werden Kinder und Erwachsene in den Fächern Orgel und Liturgiegesang unterrichtet.
Das Berufs- und Weiterbildungszentrum Rorschach-Rheintal ist eine bedeutende Bildungsinstitution des Kantons St. Gallen mit Standorten in Rorschach und Altstätten. Mehr als 2000 Lernende in rund 15 gewerblich-industriellen, kaufmännischen und Gesundheits-Berufen erwerben hier ihre berufsspezifische Grundbildung.
Im Jahre 1965 wurde eine Studienkommission eingesetzt, um die Bedürfnisfrage einer Kantonsschule im Rheintal abzuklären. Nachdem der Bericht positiv ausgefallen war, begann ein Tauziehen zwischen Altstätten und Heerbrugg, wo der Standort der Kantonsschule sein sollte. Schlussendlich entschied sich der Grosse Rat 1968 für den Standort Heerbrugg, wo die Kantonsschule dann gebaut wurde.
Die Berufs- und Laufbahnberatung Rheintal ist eine Dienstleistung des Kantons St. Gallen und steht Jugendlichen und Erwachsenen aus dem Gebiet Rüthi bis Rheineck offen.

## Natur
Das Naturschutzgebiet Bannriet umfasst eine Fläche von knapp 50 Hektaren und befindet sich mitten in der Rheintal-Ebene. Das ehemalige Torfstichgebiet hat einen unverwechselbaren Charakter durch die zahlreichen Gräben, die beim Torfstechen entstanden sind. Mit seinem abwechslungsreichen Relief beherbergt das Bannriet eine grosse Vielfalt an Lebensräumen. Das Gebiet gilt als Flachmoor und als Amphibienlaichgebiet von nationaler Bedeutung.
Unter der Trägerschaft des Vereins «Pro Riet Rheintal» wurde die ehemalige Torffabrik «Schollenmühle» im Winter 2009/2010 zu einem Informationszentrum für Besucher des Naturschutzgebiets umgestaltet und am 28. Mai 2010 für die Öffentlichkeit freigegeben.

## Reben und Wein
Seit über 1000 Jahren wird in Altstätten Wein angebaut. Hier befindet sich auch eine der ältesten – sowie nach wie vor betriebsfähigen – Weinpressen: der rund 400 Jahre alte Torkel auf dem Forst. Auf der 10 Hektaren umfassenden Rebfläche werden vorwiegend Blauburgunder (auf 65'225 Quadratmetern), Müller-Thurgau (12'250), Chardonnay (6950) sowie zehn weitere Rebsorten angepflanzt.

## Sport
In Altstätten gibt es rund 35 Sport- und Turnvereine. Die öffentlichen Sportanlagen bestehen aus Hallenbad, Freibad, Tennis- und Leichtathletikanlagen, Fussballplätzen an zwei Standorten sowie mehreren Schulhallen, die auch den Vereinen zur Verfügung stehen.
Der FC Altstätten wurde 1945 gegründet. In den 1980er-Jahren spielte er in der damaligen Nationalliga B (Zweithöchste Spielklasse), aktuell spielt die Mannschaft, nach einigen Saisons in der 2. Liga interregional, wieder in der 2. Liga regional. Spielstätte der ersten Mannschaft ist die GESA, alle anderen Mannschaften spielen auf dem Grüntal.
Seit 1986 gibt es den Altstadtlauf «Altstätter Städtlilauf». Im Durchschnitt nehmen daran 1500 Läufer teil. Die Beteiligung ist international.
Der Velo Club Altstätten wurde im Jahr 1904 gegründet. Wilhelm Göldi übernahm damals das Präsidium, welches er dann über 30 Jahre innehatte. Elf Mitglieder bildeten damals an der Gründungsversammlung das Fundament des VC Altstätten. In den letzten Jahren ist im Verein eine starke Juniorenabteilung (J&S Kids) aufgebaut worden.

## Kultur

### Kirchenmusik
Altstätten blickt auf eine reiche kirchenmusikalische Tradition zurück. Renommierte Kirchenmusiker wie Karl Peissner und viele andere haben Pfarrei, Stadt und Region kulturell mitgeprägt. Die Orchestermessen an besonderen Feiertagen machen Altstätten zu einem kirchenmusikalischen Zentrum im Rheintal. In regelmässigem Abstand finden auch Konzerte statt. Seit 2012 gibt es eine Choralschola, die sich mit den gregorianischen Gesängen der St. Galler Tradition auseinandersetzt und regelmässig Choralämter gestaltet. Auch wird im Kinderchor Wert auf die vokale Förderung von Kindern und Jugendlichen gelegt. Seit 2013 ist Altstätten ein Unterrichtsstandort der Diözesanen Kirchenmusikschule St. Gallen.

### Bühnenkunst
Das «Diogenes-Theater» – gegründet 1961 – hat einen festen Platz im Altstätter Kulturleben. Das Kleintheater bietet ein Programm im Bereich Theater, Musik Kabarett, Puppenspiel.
Im Rahmen des «Altstätter Konzertzyklus»  werden klassische Konzerte organisiert. Die Kulturwoche «Staabluema» findet jeweils in der Altstadt statt.

### Museum & Bibliothek
Das Historische Museum Prestegg, eines der ältesten Landmuseen der Schweiz, verfügt über eine reichhaltige Sammlung. Diese besteht unter anderem aus Gegenständen des täglichen Lebens des gehobenen Bürgerstandes, vor allem Möbel, Bilder, Trachten, Porzellan, Glas und Zinn.
Die Bibliothek befindet sich in dem mit Moosbrugger-Stuckaturen ausgestatteten Haus Reburg.

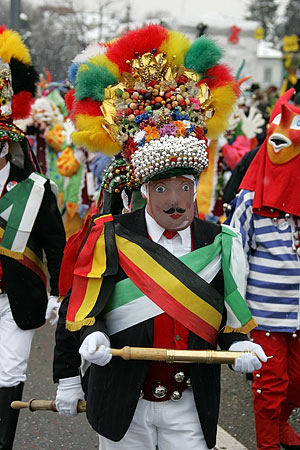
Röllelibutzen an der Basler Fasnacht

### Brauchtum
Im Mittelpunkt des Brauchtums steht die Fasnacht. Diese wird von den Röllelibutzen geprägt, die auf eine jahrhundertealte Tradition zurückblicken. Die farbenprächtigen Hüte, die Wasserspritzen sowie der Rölleligurt (daher der Name) um den Bauch sind ihr Markenzeichen. Der Röllelibutzen-Verein ist der Organisator der Altstätter Strassenfasnacht mit dem grossen internationalen Umzug. Dieser vermag Jahr für Jahr ein grosses Publikum anzulocken.
Altstätten hat ausserdem mehrere Guggenmusiken. 2006 wurde in Altstätten mit den Riettüfel Triber der erste Perchtenverein der Schweiz gegründet. Mit ihren schaurigen Holzmasken und den Fellkostümen, verbunden mit Feuer und Rauch, sind die Riettüfel Triber nicht nur an der Altstätter Fasnacht anzutreffen.

## Persönlichkeiten

### In Altstätten geboren

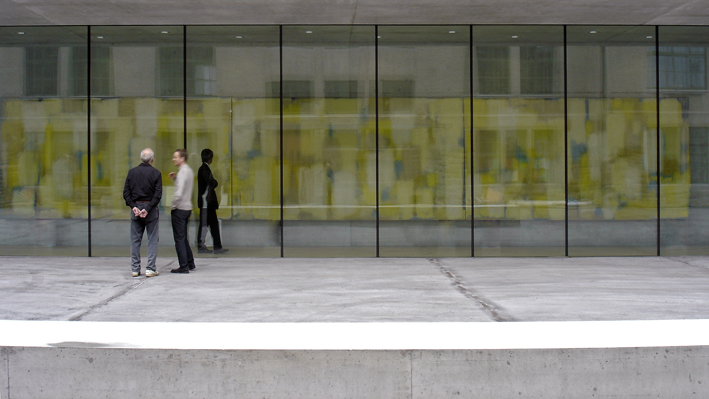
Unbetiteltes Wandbild von Markus Baldegger in St. Gallen

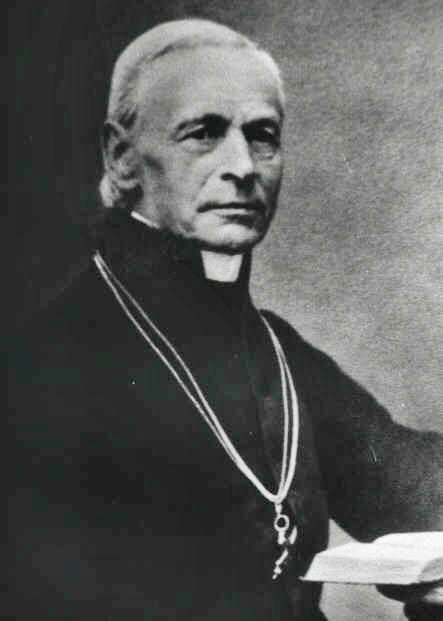
Jakob Laurenz Studach, Apostolischer Vikar von Schweden

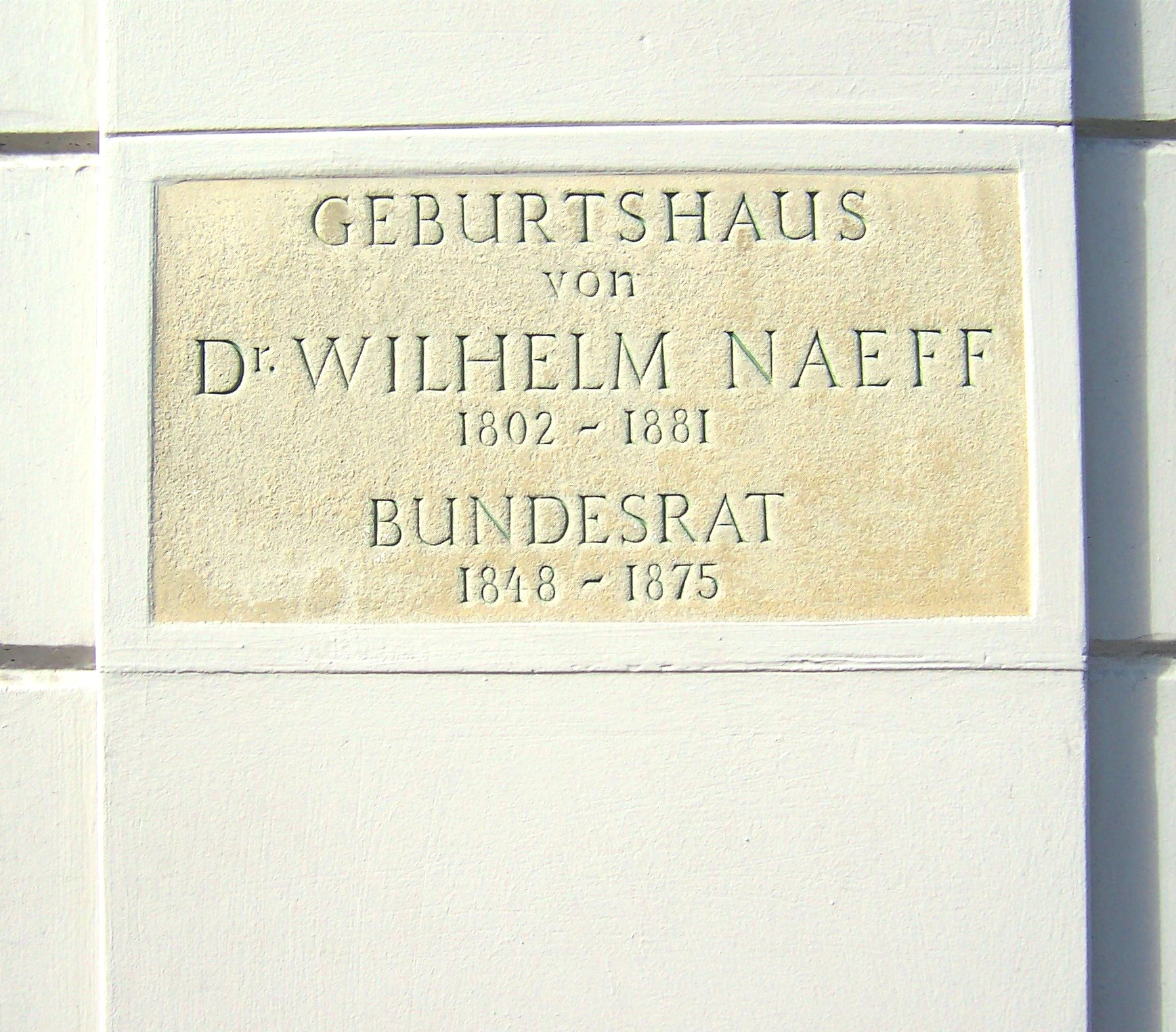
Gedenktafel von Bundesrat Wilhelm Matthias Naeff

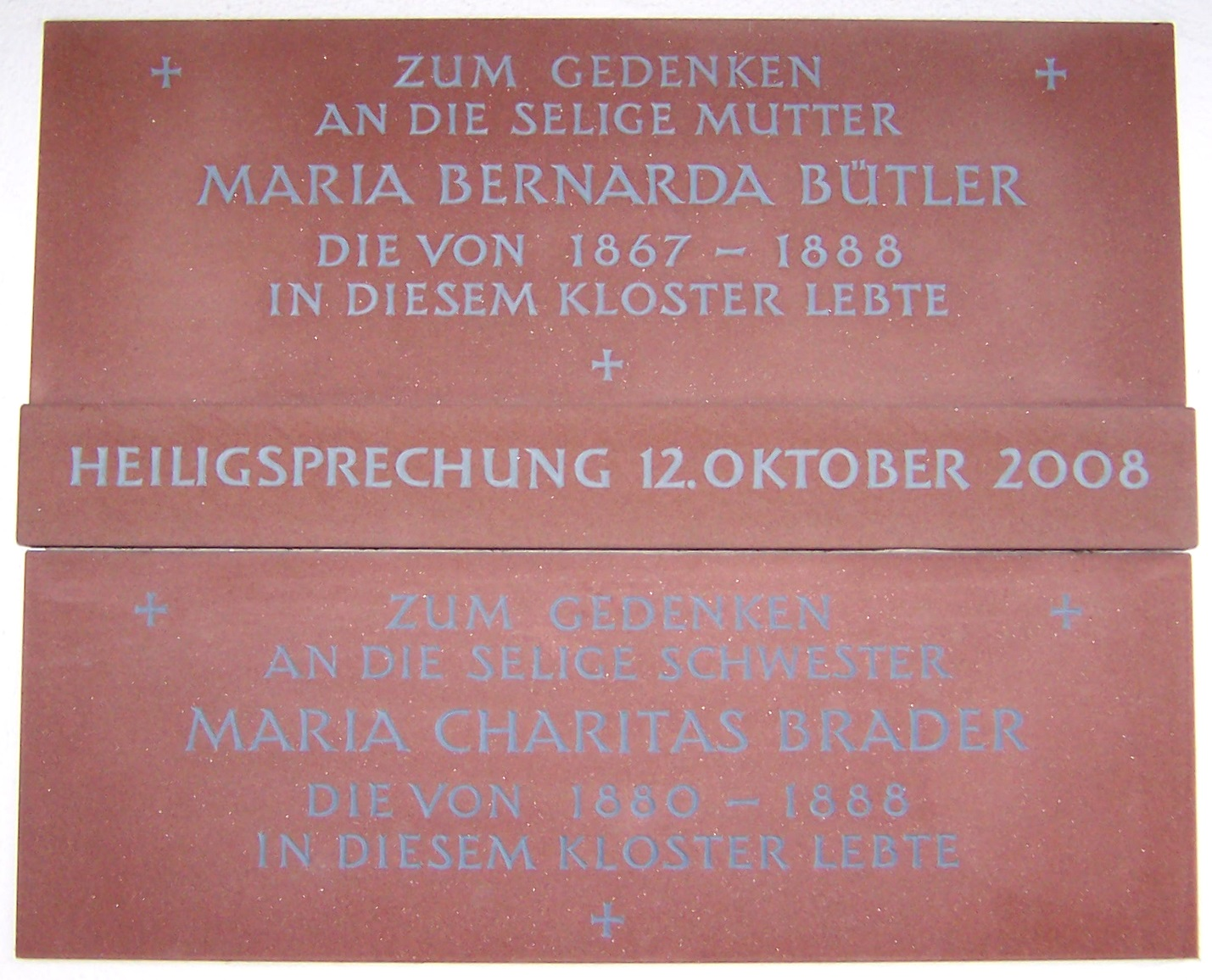
Gedenktafel der heiligen Maria Bernarda Bütler und seligen Maria Charitas Brader

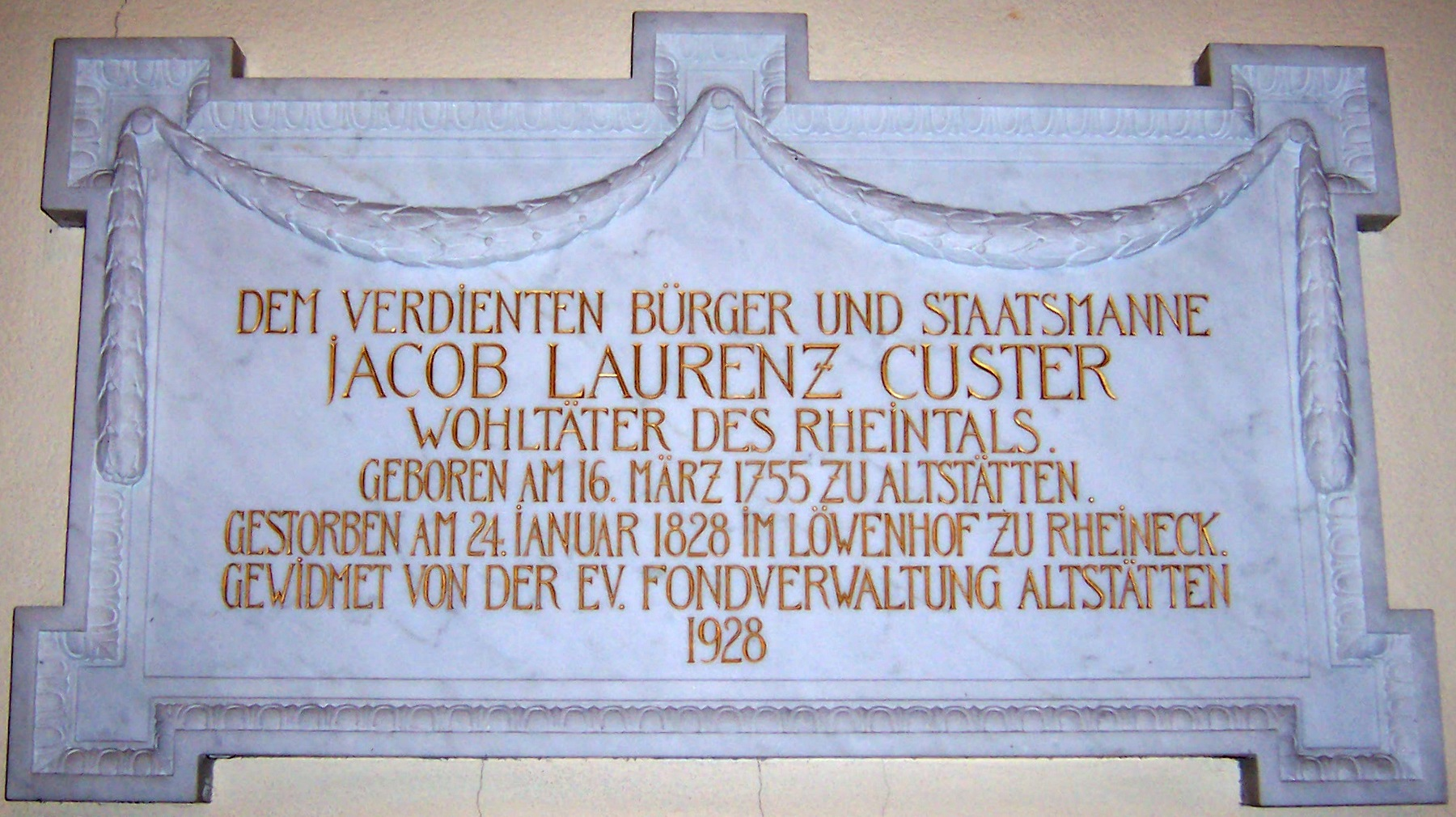
Gedenktafel von Jacob Laurenz Custer

- Thomas Ammann (1964–2022), Politiker und Nationalrat (CVP)
- Markus Baldegger (* 1947), Kunstmaler und Grafiker
- Gallus Jakob Baumgartner (1797–1869), Staatsmann
- Paul Baumgartner (1903–1976), Pianist
- Markus Breuss (* 1956), Trompeter, Komponist
- Roland Rino Büchel (* 1965), Politiker
- Ernst Buschor (1943–2023), Wirtschaftswissenschaftler, Politiker (CVP) und Regierungsrat des Kantons Zürich (1993–2003)
- Hans Buschor (1933–2017), Fernsehpater
- Myriam Casanova (* 1985), Tennisspielerin
- Jakob David (1904–1980), römisch-katholischer Theologe
- Josef Ebnöther (* 1937), Künstler und Maler
- Marta Emmenegger (1923–2001), Journalistin und Sexberaterin
- Meinrad Eugster (1848–1925), Benediktiner, «Diener Gottes»
- Jakob Freund (* 1946), Volksmusikant und Politiker
- Johann Joseph Geisser (1824–1894), Maler
- Paul Geyser (1824–1882), reformierter Theologe
- Marcel Gisler (* 1960), Filmer
- Meinrad Gschwend (* 1958), Stadtrat, Kantonsrat (Grüne)
- Nesa Gschwend (1959–2022), Künstlerin
- Joseph Hasler (1900–1985), Bischof von St. Gallen
- Barbara Heeb (* 1969), Radsportlerin
- Ivo Heuberger (* 1976), Tennisspieler
- Sabeth Holland (* 1959), Malerin und Bildhauerin
- Gardi Hutter (* 1953), Clown-Komödiantin und Autorin
- Jonathan Hutter (* 1989), Schauspieler
- Carl Eugen Keel (1885–1961), Holzschneider und Maler
- Werner Kuster (* 1956), Schriftsteller und Historiker
- Adolf Locher (1906–1988), Unternehmer, Gemeinderat, Ehrenbürger
- Remo Lütolf (* 1980), Schwimmer
- Marque (* 1972), Musiker
- Stefan Meierhans (* 1968), Politiker (CVP) und Preisüberwacher
- Carl Moser (1873–1961), Jurist sowie Rechtshistoriker
- Wilhelm Matthias Naeff (1802–1881), Politiker und Mitglied des ersten Bundesrates (FDP)
- Alex Quaderer (* 1971), Fussballspieler
- Martin Rechsteiner (* 1989), Fussballspieler
- Markus Ritter (* 1967), Politiker und Präsident Schweizer Bauernverband
- Jakob Ulrich Ritter (1810–1858), Politiker
- Yvonne Ritter-Elkuch (* 1968), liechtensteinische Radsportlerin
- Emanuel Schädler (* 1983), liechtensteinischer Politiker (VU)
- Fritz Schedler (1889–1937), Komponist
- Robert Schedler (1866–1930), Schriftsteller
- Martin Schläpfer (* 1959), Tänzer und Choreograf
- Ivo Sieber (* 1957), Diplomat
- Jakob Laurenz Studach (1796–1873); katholischer Bischof, Apostolischer Vikar von Schweden
- Michael Winkler (* 1983), liechtensteinischer Journalist und Politiker (VU)
- Samuel Zünd (* 1968), Sänger
- Carl Zurburg (1859–1928), Politiker und Advokat; 1919/1920 befürwortete er den Anschluss Vorarlbergs an die Schweiz

### Mit sonstigem Bezug zur Gemeinde
- Johann Ludwig Ambühl (1750–1800), Geschichtsschreiber, Pädagoge und Schriftsteller; Entdecker und Förderer Ulrich Bräkers; Verfasser des Dramas Der Schweizerbund
- Jakob Biroll (1854–1939), Eisenbahnpionier
- Charitas Brader (1860–1943), Ordensgründerin und Missionarin, lebte von 1880 bis 1888 in Kloster Maria Hilf, Seligsprechung 2003.
- Maria Bernarda Bütler, Sankt Bernarda (1848–1924), Ordensgründerin und Missionarin, lebte von 1867 bis 1888 in Kloster Maria Hilf, Heiligsprechung 2008. Erste Heilige der Schweiz.
- Jakob Laurenz Custer (* 16. März 1755; † 24. Januar 1828), 1798 Landesstatthalter der «Republik Rheintal», 1802 kurzzeitig Finanzminister der Helvetischen Republik, St. Galler Grossrat von 1803 und 1817
- Johann Heinrich Custer (* 21. Dezember 1757; † 24. Oktober 1818), Bankier, St. Galler Grossrat
- Joseph Eichmüller (1785–1854), «der Demokrat bis in den Tod», legendärer Politiker
- Jakob Feurer (1912–1999), Priester und Gründer des Schweizer Bauordens
- Ferdinand Gehr (1896–1996), Kunstmaler
- Carl Heinrich Gschwend (1736–1809), Staatsmann
- Johann Jakob Haltiner (1728–1800), und Hans Ulrich Haltiner (1755–1814), (Vater und Sohn) Baumeister, Architekten, Kirchenbauer
- Hans Huber (1927–2018), Unternehmer (SFS)
- Bruno Kirchgraber (1900–1983), Kunstmaler
- Felix Wilhelm Kubly (1802–1872), Architekt
- Wendel Langenegger (1912–2005), Lehrer, Heimatforscher und Archivar
- Johannes Zündt (1816–1873), Staatsmann